# 峰延車站
峰延車站（日语：／ Minenobu eki */?）是一由北海道旅客鐵道（JR北海道）所經營的鐵路車站，位於日本北海道美唄市峰延町，是JR北海道函館本線沿線的一個無人車站，屬於JR北海道本社（札幌總部）的直轄範圍。
車站在1891年初設時，原本的站名寫法為峯延，與目前所使用的峰延在漢字寫法上略有不同。

## 簡介
無人管理的峰延車站站內設有一對相對式月台共兩條乘車線，並且以一座跨線天橋相連。站內設有自動售票機。

## 相鄰車站
北海道旅客鐵道（JR北海道）
■函館本線
岩見澤（A13）－峰延（A14）－光珠內（A15）